# Tender Love
『Tender Love』(テンダー・ラブ)は日本の歌手絢香の11作目の配信限定シングル

## 解説
前作『もっといい日に』から僅か1週間でのリリースとなり、2週連続でシングルリリースは自身初となる。
絢香は本作に関して中外製薬の方から製薬会社のコマーシャルソングとしてではなく、医療従事者や関係者、患者さんやその家族に希望を持って貰えるような、生きる喜びと諦めない気持ちを持つ全ての人に向けた歌を作って欲しいと依頼を受けたのだと言い、「私自身、持病の治療から出産、家族が医療を必要とした事もあり、これまでに何度も医療関係者の皆さんに助けられ、お世話になってきていたなと思い返していました。常に緊張の抜けないお仕事で、自らの時間を多くの患者さんに捧げ、常に寄り添う気持ちを忘れない姿に勇気と力を貰い、深い感銘と敬意を抱きました。医療に関わる全ての方へ、私なりの感謝の気持ちを曲と言う形にして制作させて頂くに至りました。」と語っている。
タイアップ先の中外製薬は「日夜、医療の現場の最前線で懸命に患者さんと向き合い、最大限の努力と気持ちを持って病と戦い続けております。患者さんは常に医療従事者の方の支えを必要としており、今回のタイアップはそうした患者さん達の『希望を繋いでいく仕事なんだ』と言う事を改めてお伝えし、誇りを感じて欲しいと思ったのと絢香さんの優しくも力強い歌声に乗せ、多くの方にエールと感謝の思いを発信できることを願い、依頼するに至りました。」とのコメントを寄せている。

## 収録曲
1. Tender Love (4:01)
作詞・作曲：絢香 / 編曲：UTA
中外製薬タイアップソング